# Pobojno (jezioro)
Pobojno – jezioro w gminie Płaska, w powiecie augustowskim, w woj. podlaskim.
Jezioro leży na wysokości 127 m n.p.m. Jego powierzchnia wynosi 23,60 ha, maksymalna głębokość wynosi 6,2 m, a średnia 3 m. Nad jeziorem leży miejscowość Płaska.